# Eliteserien 2014-2015 (calcio a 5)
La Eliteserien 2014-2015 è stato il 7º campionato ufficiale norvegese di calcio a 5. La vittoria finale è andata al Grorud, che ha chiuso l'annata davanti al Tiller e al Vegakameratene. Kongsvinger e Flamuri sono invece retrocesse.

## Classifica
|  | Pos. | Squadra        | Pt | G  | V  | N | P  | GF | GS  | DR  |
|  | ---- | -------------- | -- | -- | -- | - | -- | -- | --- | --- |
|  | 1.   | Grorud         | 37 | 18 | 11 | 4 | 3  | 85 | 48  | +37 |
|  | 2.   | Tiller         | 35 | 18 | 11 | 2 | 5  | 71 | 51  | +20 |
|  | 3.   | Vegakameratene | 32 | 18 | 9  | 5 | 4  | 54 | 35  | +19 |
|  | 4.   | Sandefjord     | 39 | 18 | 10 | 0 | 8  | 62 | 49  | +13 |
|  | 5.   | Sjarmtrollan   | 28 | 18 | 8  | 4 | 6  | 68 | 52  | +16 |
|  | 6.   | Nidaros        | 25 | 18 | 7  | 4 | 7  | 57 | 50  | +7  |
|  | 7.   | Nordpolen      | 24 | 18 | 7  | 3 | 8  | 73 | 64  | +9  |
|  | 8.   | KFUM Oslo      | 24 | 18 | 6  | 6 | 6  | 45 | 46  | -1  |
|  | 9.   | Kongsvinger    | 13 | 18 | 4  | 1 | 13 | 59 | 94  | -35 |
|  | 10.  | Flamuri        | 6  | 18 | 1  | 3 | 14 | 52 | 137 | -85 |